# 16. фебруар
16. фебруар је четрдесет седми дан у години у Грегоријанском календару. У години остаје још 318 дана (319 у преступним годинама) после овог.

## Догађаји
- 1270 — Велико војводство Литванија је однела пресудну победу над Ливонијским редом у бици код Карусеа вођеној на залеђеној површини Балтичког мора.
- 1804 — У Сибници је вођена прва борба Карађорђа са устаницима против дахија.
- 1808 — Наполеон је почео напад на Шпанију, коју је после месец дана окупирао и на шпански престо довео брата Жозефа.
- 1826 — Основана је Матица српска, најстарија књижевна, културна и научна институција српског народа.
- 1862 — Основано је прво соколско друштво.
- 1862 — Генерал Јулисиз Симпсон Грант је заузео Форт Донелсон у Тенесију.
- 1871 — Француска потписала капитулацију и акт о помирењу с Пруском после изгубљеног рата.[тражи се извор] Мировни уговор, којим је Француска уступила Пруској Алзас и велики део Лорене, уз ратну штету од пет милијарди златних франака, потписан у мају.
- 1918 — Немачка подморница је бомбардовала енглеску луку Довер у Првом светском рату.[2]
- 1932 — На општим изборима у Ирској победила партија Фијана фејл, одвојено крило Шин фејна, а њен лидер Еамон де Валера постао председник извршног комитета Слободне Државе Ирске.
- 1933 — У страху од немачких претњи, Чехословачка, Румунија и Југославија, закључивањем пакта о Малој Антанти и стварањем Већа министара, учврстиле савез створен 1920. против покушаја рестаурације Хабзбурговаца и ревизионистичких тежњи Мађарске. Антанта престала да постоји после немачке окупације Чехословачке, у марту 1939.
- 1934 — Окончан је Аустријски грађански рат поразом социјалдемократа и републиканског Шуцбунда.
- 1936 — На парламентарним изборима у Шпанији победио Народни фронт, коалиција социјалиста, комуниста, републиканаца и других мањих партија. Владу формирао Мануел Асања, враћен демократски устав из 1931.. Покушај војске, у јулу, да обори републиканску владу прерастао у грађански рат завршен 1939. успостављањем диктатуре генерала Франциска Франка.
- 1940 — Морнари са британског разарача ХМС Козак су се укрцали на немачки танкер Алтмарк и ослободили 299 британских ратних заробљеника.
- 1943 — Војници Црвене армије су поново ушли у Харков.
- 1945 — Амерички авиони у Другом светском рату почели бомбардовање Токија.
- 1959 — Вођа герилаца Фидел Кастро постао премијер Кубе пошто је 1. јануара 1959. збацио са власти диктатора Фулгенсија Батисту.
- 1978 — Кина и Јапан у Пекингу потписали трговински уговор вредан 20 милијарди долара, што је био почетак економског отварања Кине према свету.

— Први јавни ББС
- 1992 — Заирске снаге безбедности убиле 32 особе када су отвориле ватру на хиљаде демонстраната који су почели мирне уличне протесте против режима председника Мобутуа Сесе Секоа.
- 1994 — У планинском подручју индонежанског острва Суматра у земљотресу погинуло најмање 200 људи.
- 1998 — Приликом пада "ербаса А-300" тајванске авио-компаније „Чајна ерлајнс“ близу аеродрома у Тајпеху погинуле 203 особе, односно сви путници и чланови посаде, међу њима и гувернер централне банке Тајвана, и седам људи на тлу.
- 2000 — Русија обновила односе с НАТО-ом, прекинуте због напада те војне алијансе на Југославију у марту 1999..
- 2001 — У нападу наоружаних Албанаца на аутобус у близини Подујева на Косову погинуло 10 Срба, а 43 особе повређене.
- 2003 —
  - У највећим снежним мећавама које су захватиле источну обалу САД умрло најмање 59 људи.
  - Ствара се Википедија на српском језику
- 2006. -
  - Почетак суђења шесторици бивших политичких и војних челника босанскохерцеговачких Хрвата, на челу са првооптуженим Јадранком Прлићем, заказан је за уторак 25. априла, објављено је у четвртак на Хашком суду.
  - Уједињене нације у извештају на 54 странице осудиле америчко поступање у логору у заливу Гуантанамо, и затражиле да затвореницима буде суђено или да буду ослобођени.
  - Европски парламент усвојио резолуцију о Босни и Херцеговини у којој се релевантни босански политичари позивају да наставе спровођење реформи и измену Дејтонског споразума у корист изградње функционалне државе.

## Рођења
- 1222 — Нићирен, јапански будистички монах и верски реформатор. (прем. 1282)[3]
- 1497 — Филип Меланхтон, немачки реформатор, теолог и филозоф. (прем. 1560)[4]
- 1519 — Гаспар де Колињи, француски државник и војсковођа (прем. 1572)[5]
- 1620 — Фридрих Вилхелм, изборник од Бранденбурга. (прем. 1688)[6]
- 1698 — Пјер Буге, француски хидрограф, математичар и физичар. (прем. 1758)[7]
- 1710 — Луј XV, краљ Француске (прем. 1774)
- 1731 — Марчело Бачарели, италијански барокни сликар. (прем. 1818)[8]
- 1761 — Жан Шарл Пишегри, француски војсковођа. (прем. 1804)[9]
- 1786 — Марија Павловна, руска принцеза. (прем. 1859)
- 1812 — Хенри Вилсон, амерички политичар. (прем. 1875)[10]
- 1821 — Хајнрих Барт, немачки истраживач. (прем. 1865)[11]
- 1822 — Френсис Галтон, енглески научник. (прем. 1911)[12]
- 1830 — Ларс Хертервиг, норвешки сликар. (прем. 1902)[13]
- 1831 — Николај Семјонович Љесков, руски писац. (прем. 1895)[14]
- 1834 — Ернст Хекел, немачки биолог и филозоф, један од твораца теорије еволуције. (прем. 1919)[15]
- 1848 — Октав Мирбо, француски новинар, књижевни критичар и драмски писац. (прем. 1917)[16]
- 1873 — Радоје Домановић, српски писац. (прем. 1908)[17]
- 1877 — Исидора Секулић, српска књижевница. (прем. 1958)[18]
- 1893 — Михаил Тухачевски, совјетски војни командант (прем. 1937)[19]
- 1901 — Честер Морис, амерички глумац. (прем. 1970)[20]
- 1904 — Џорџ Фрост Кенан, амерички дипломата, политиколог и историчар. (прем. 2005)[21]
- 1906 — Вера Менчик, светска шампионка у шаху. (прем. 1944)[22]
- 1926 — Џон Шлесинџер, енглески глумац и редитељ. (прем. 2003)[23]
- 1941 — Ким Џонг Ил, севернокорејски диктатор. (прем. 2011)[24]
- 1952 — Иво Папазов, бугарски кларинетиста.
- 1954 — Ијан Бенкс, шкотски књижевник. (прем. 2013)[25]
- 1956 — Ксенија Зечевић, српска пијанисткиња, позната по компоновању филмске и драмске музике. (прем. 2006)[26]
- 1958 — Ајс Ти, амерички глумац и репер.
- 1958 — Оскар Шмит, бразилски кошаркаш.[27]
- 1959 — Џон Мекинро, амерички тенисер.[28]
- 1959 — Александар Петровић, хрватски кошаркаш и тренер.[29]
- 1964 — Бебето, бразилски фудбалер[30]
- 1964 — Кристофер Еклстон, енглески глумац.
- 1970 — Анђело Перуци, италијански фудбалер.[31]
- 1970 — Владан Лукић, српски фудбалер.[32]
- 1976 — Драган Младеновић, српски фудбалер.[33]
- 1971 — Барбара Вицковић, хрватска глумица.[34]
- 1973 — Кети Фриман, аустралијска атлетичарка.[35]
- 1978 — Тија Хелебаут, белгијска атлетичарка.[36]
- 1979 — Валентино Роси, италијански мотоциклистички првак.[37]
- 1982 — Милица Дабовић, српска кошаркашка репрезентативка.[38]
- 1982 — Лупе Фијаско, амерички музичар.
- 1984 — Софија Арвидсон, шведска тенисерка.[39]
- 1985 — Рон Влар, холандски фудбалер.[40]
- 1986 — Дијего Годин, уругвајски фудбалер.[41]
- 1989 — Елизабет Олсен, америчка глумица.[42]
- 1990 — Викнд, канадски певач, текстописац и музички продуцент.[43]
- 1991 — Серхио Каналес, шпански фудбалер[44]

## Смрти
- 1247 — Хајнрих Расп, гроф Тирингије. (рођ. 1204)[45]
- 1279 — Афонсо III, краљ Португалије. (рођ. 1210)[46]
- 1391 — Јован V Палеолог, византијски цар (рођ. 1332)[47]
- 1899 — Феликс Фор, француски политичар. (рођ. 1841)[48]
- 1907 — Ђозуе Кардучи, италијански песник (рођ. 1835)[49]
- 1912 — Николај Јапански, светитељ, архиепископ и просветитељ Јапана. (рођ. 1836)[50]
- 1917 — Октав Мирбо, француски новинар, књижевни критичар и драмски писац (рођ. 1848)[51]
- 1975 — Морган Тејлор, амерички атлетичар. (рођ. 1903)[52]
- 2001 — Вилијам Х. Мастерс, амерички гинеколог. (рођ. 1915)[53]
- 2002 — Волтер Винтерботом, први менаџер енглеске фудбалске репрезентације. (рођ. 1913)
- 2007 — Даринка Јеврић, српска песникиња и новинар. (рођ. 1947)[54]
- 2012 — Душко Антуновић, ватерполиста, репрезентативац. (рођ. 1947)[55]
- 2015 — Лорена Рохас, мексичка глумица и певачица. (рођ. 1972)[56]
- 2016 — Бутрос Бутрос-Гали, египатски дипломата. (рођ. 1922)[57]
- 2019 — Бруно Ганц, швајцарски глумац. (рођ. 1941)[58]

## Празници и дани сећања
- Српска православна црква слави:
  - Светог Симеона Богопримца
  - Свете мученике Адријана и Евула
  - Светог Јакова - архиепископа српског